# Hyphasis
Hyphasis là một chi bọ cánh cứng trong họ Chrysomelidae.
Chi này được miêu tả khoa học năm 1877 bởi Harold.

## Các loài
Các loài trong chi này gồm:
- Hyphasis apicata Medvedev, 1996
- Hyphasis armata Medvedev, 1996
- Hyphasis bipunctata Medvedev, 1996
- Hyphasis grandis Wang in Wang & Yu, 1993
- Hyphasis lankana Kimoto, 2003
- Hyphasis palawana Medvedev, 2001
- Hyphasis philippina Medvedev, 1993
- Hyphasis sadanagai Takizawa, 1983